# Newsteadia vasarhelyii
Newsteadia vasarhelyii är en insektsart som beskrevs av Ferenc Kozár och Konczné Benedicty 1999. Newsteadia vasarhelyii ingår i släktet Newsteadia och familjen vaxsköldlöss.
Artens utbredningsområde är Sydkorea. Inga underarter finns listade i Catalogue of Life.